# Parroquia Las Delicias
La parroquia Las Delicias es una división político-administrativa venezolana que se encuentra ubicada en el municipio Girardot, estado Aragua, Venezuela, y posee una población aproximada de 45.326 habitantes. La parroquia es parte del centro del municipio, e incluye parte de la transitada e histórica avenida Las Delicias, el Ambulatorio del Norte, el parque zoológico Las Delicias hasta Choroní. El límite este de la parroquia está bordeada por el río Maracay y por el oeste por montañas de la fila Cola de Caballo.

## Demografía
La parroquia comprende algunas de las comunidades más privilegiadas de la ciudad debido a su clima agradable, incluyendo los siguientes sectores: desde la calle El Canal (Polideportivo Las Delicias) hasta los límites con Choroní, comprende: urbanización El Castaño, Urb. Palmarito, Barrio Corozal, Barrio Ojo de Agua, Barrio El Paraíso, Barrio El Triunfo, Barrio Barrio 19 de Mayo, Barrio Puente Nuevo, Barrio El Samán, Urb. El Toro, Barrio Camoruco, Urb. Cantarrana, Barrio Sucre, Barrio Colinas de Camburito, Barrio La Pedrera, Las Brisas, Barrio Las Minas, Barrio Santa Eduviges, La Cooperativa, Urb. Los Naranjos, Barrio Bella Vista, Barrio La Lagunita, Barrio Ciudad Jardín, Urb. Andrés Bello.

## Etnografía
La mayoría de la población es blanca, con ascendencia europea (italiana, española, portuguesa y otras) argentina, chilena, uruguaya, u otras con una importante cantidad de personas de ascendencia africana y indígena, aunque en muy menor grado ya sea reciente o en el pasado.